# Tomasz Jarzębowski
Tomasz Jarzębowski (* 16. November 1978 in Warschau, Polen) ist ein ehemaliger polnischer Fußballspieler.

## Vereinskarriere
Der 1,82 m große und 78 kg schwere Mittelfeldspieler begann seine Profi-Karriere 1998 bei Legia Warschau, wo er bis 2006 spielte. Mit Legia gewann er 2002 die Polnische Meisterschaft und den Ligapokal. 2006 wechselte er zu GKS Bełchatów und kehrte im Januar 2009 wieder zu Legia Warschau zurück. Dort gehörte er jedoch nur noch zu den Ergänzungsspielern, weshalb er sich in der Sommerpause 2010 dazu entschied, Legia Warschau in Richtung des Drittligisten Miedź Legnica zu verlassen. Nach einem Jahr wurde sein Vertrag nicht verlängert, sodass er auf Vereinssuche war. Im September 2011 wurde er dann vom Zweitligisten Arka Gdynia verpflichtet. Für Arka spielte er 3 Saisons und war immer Stammspieler. Insgesamt bestritt er 83 Ligaspiele für Arka Gdynia, in denen er 10 Tore erzielte. Zur Saison 2014/2015 wechselte er zum Zweitliga-Aufsteiger Wigry Suwałki, wo er einen 1-Jahres-Vertrag unterschrieb. Hier beendete er im Dezember 2016 seine Karriere.

## Nationalmannschaft
Bisher bestritt er zwei A-Länderspiele für Polen, eines am 30. April 2003 gegen Belgien (1:3) und eines am 12. Juli 2004 gegen die USA (1:1).

## Erfolge
- Polnischer Meister (2002)
- Polnischer Ligapokalsieger (2002)

| Personendaten    | Personendaten             |
| ---------------- | ------------------------- |
| NAME             | Jarzębowski, Tomasz       |
| KURZBESCHREIBUNG | polnischer Fußballspieler |
| GEBURTSDATUM     | 16. November 1978         |
| GEBURTSORT       | Warschau                  |